# Cromofor
Prin cromofor se înțelege o grupare funcționala grefată în structura unei molecule, grupare responsabilă de culoarea acesteia. De regulă gruparea cromoforă conține electroni π (pi), cu mobilitate ridicată care intră în conjugare cu electronii din molecula de bază.
Atunci când molecula absoarbe lumină cu lungimea de undă în vizibil și transmite sau reflectă altă lungime de undă, molecula se colorează. Cu cât lungimea de undă este mai mică, frecvența crește la fel și energia radiației. Radiația din domeniul vizibil care acționează asupra cromoforului este absorbită de acesta și determină un salt energetic a electronului dintr-un orbital cu energie joasă pe un orbital electronic cu energie înaltă.

## Exemple
De regulă cromoforii se pot întâlni sub 2 forme: sisteme conjugate și complecși metalici. Energia care permite saltul electronilor pe nivele de energie mai mare este extinsă, apar așa numiții orbitali π (legături de tip π) formate prin succesiunea legătură simplă/legătură dublă. Este cazul retinalului, coloranților alimentari, compușilor azoici, licopenului, carotenilor și antocianilor.
Complecșii metalici se formează prin scindarea orbitalilor d și legarea unui metal tranzițional ca ligand. Astfel de complecși sunt: clorofila, gruparea hemică din Hemoglobină, dar și unele minerale de tipul malachitului sau ametistului.
În biochimie, o grupare cromoforă tipică este dată de 4 inele pirolice grupate după cum urmează:
- inelele formează un lanț deschis fără ligand metalic: fitocrom, ficobilină, bilirubină
- inelele cuplate sub forma unui inel porfirinic cu metalul în centrul acestuia legat prin legături coordinative: hemoglobină clorofilă.